# Donald M. Kendall Sculpture Gardens

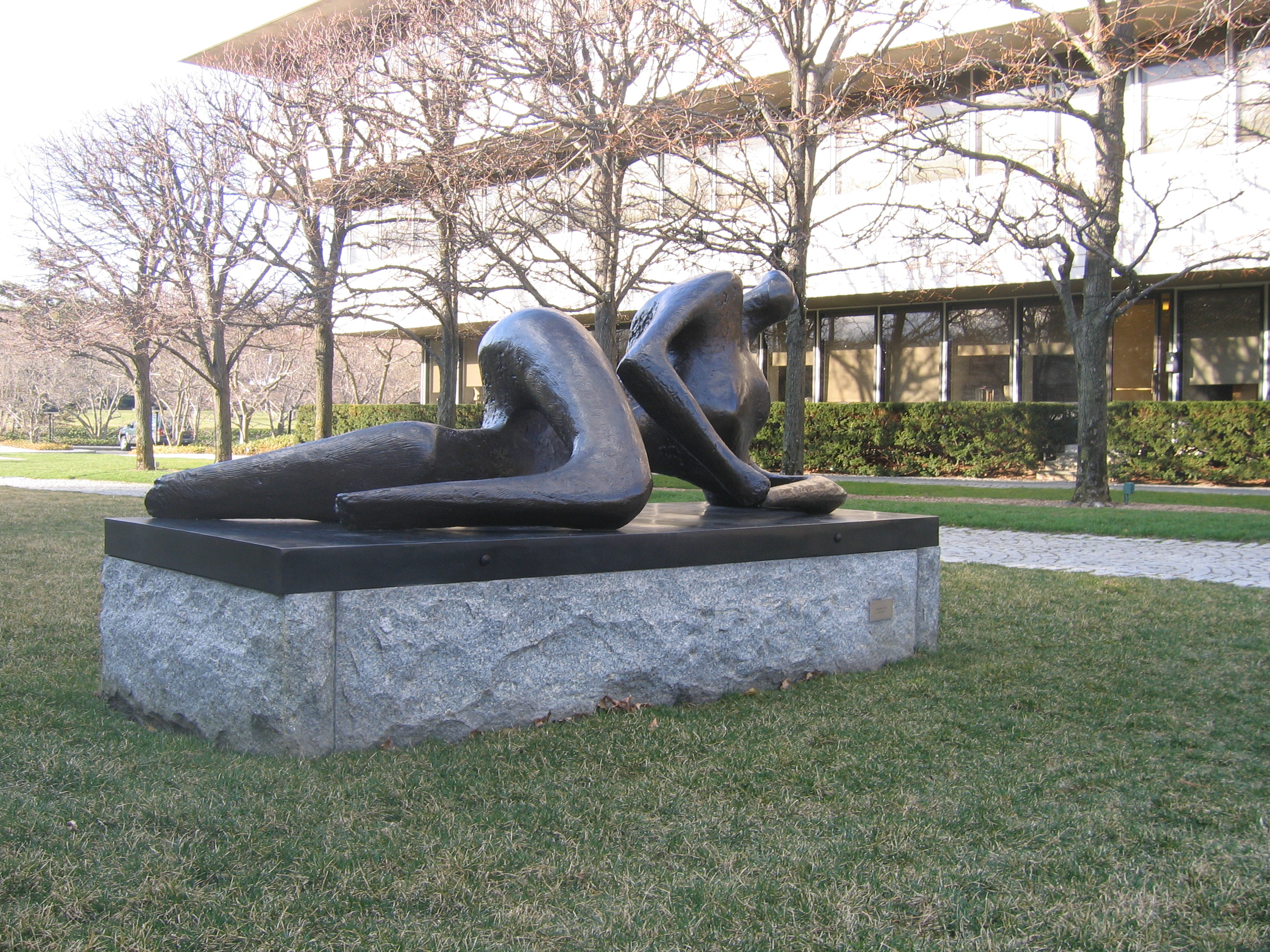
Henry Moore: Reclining woman

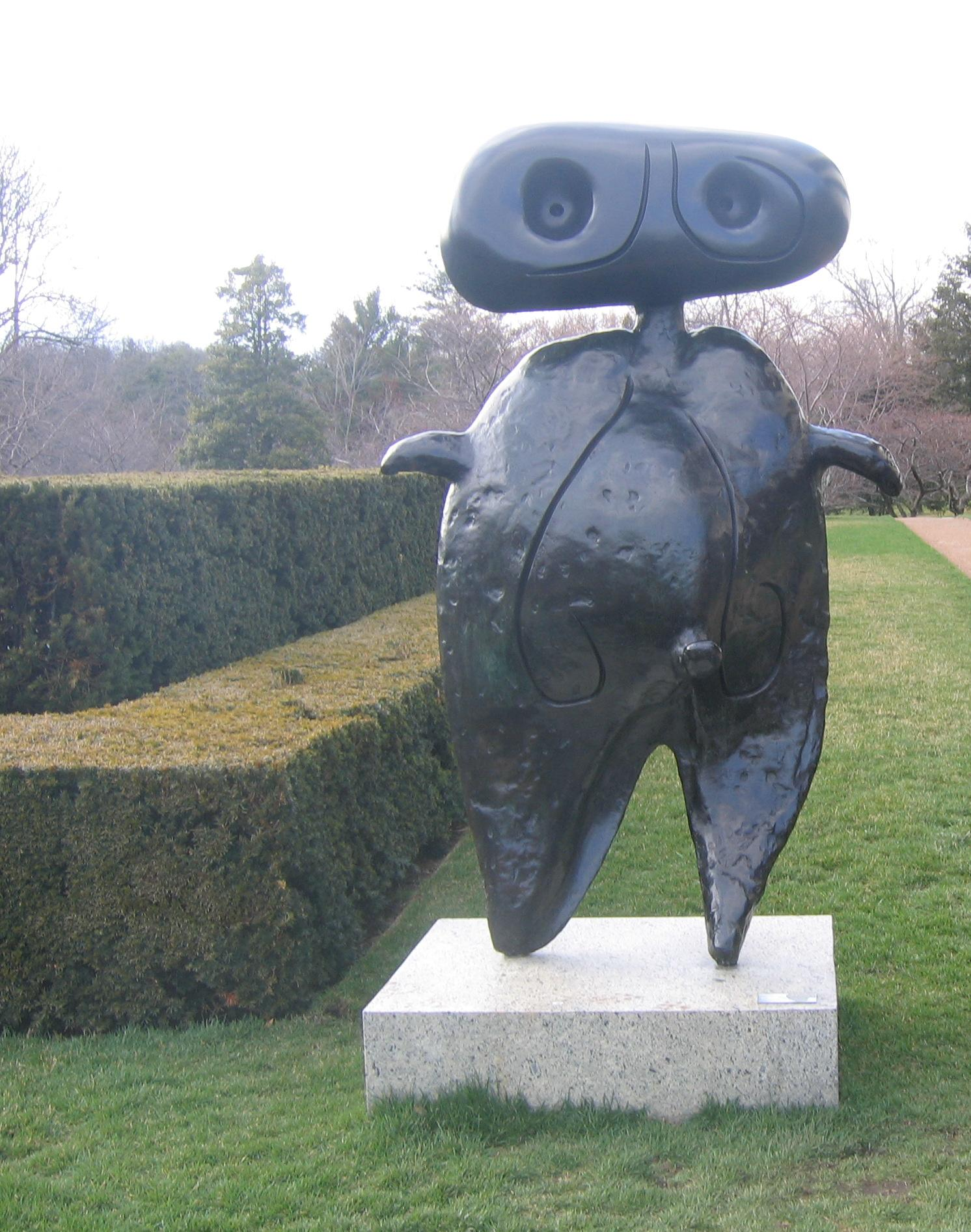
Joan Miró: Personnage (1970)

Donald M. Kendall Sculpture Gardens is een beeldenpark, dat zich bevindt in het parklandschap bij het hoofdkantoor van  PepsiCo in Purchase (Westchester County) in de Amerikaanse staat New York. 
De collectie omvat het werk van vele Amerikaanse en internationale beeldhouwers en biedt een overzicht van vele stromingen in  de beeldhouwkunst der twintigste eeuw. Zo omvat de collectie, die 45 werken telt, zowel sculpturen der modern klassieke beeldhouwers Auguste Rodin, Henry Moore, Henri Laurens, Alexander Calder en Alberto Giacometti als beeldhouwwerk van Arnaldo Pomodoro, Jean Dubuffet en Claes Oldenburg.
De Kendall Sculpture Gardens werden voor het publiek geopend, na de verhuizing van Pepsico van Manhattan (New York) naar Purchase, op 2 oktober 1970. Het park werd reeds in de zestiger jaren aangelegd door E.D. Stone. Van 1981 tot 1985 werd het park heringericht door landschapsarchitect Russell Page.

## Lijst van sculpturen
- Judith Brown: Caryatids
- Alexander Calder: Hats Off
- William Crovello: Katana
- Robert Davidson: Frog en Totems
- Jean Dubuffet: Kiosque l'evide
- Richard Erdman: Passage
- Max Ernst: Capricorn
- Alberto Giacometti:Large Standing Woman II en Large Standing Woman III
- Gidon Graetz: Composition in Stainless Steel No. 1
- Barbara Hepworth: Meridian en The Family of Man
- Henri Laurens: Le Matin en Les Ondines
- Jacques Lipchitz: Towards a New World
- Seymour Lipton: The Codex en The Wheel
- Aristide Maillol: Marie
- Marino Marini: Horse and Rider
- Joan Miró: Personnage
- Henry Moore: Double Oval, Locking Piece, Reclining Figure en Sheep Piece
- Louise Nevelson: Celebration II
- Isamu Noguchi: Energy Void
- Claes Oldenburg: Giant Trowel II
- Arnaldo Pomodoro: Grande Disco en Triad
- Art Price: Birds of Welcome
- Bret Price: Big Scoop
- George Rickey: "Double L Excentric Gyratory II
- Auguste Rodin: Eva
- Victor Salmones: The Search
- George Segal: "Three People on Four Benches
- Asmunder Seviensson: Through the Sound Barrier
- David Smith: Cube Totem Seven and Six
- Tony Smith: Duck
- Kenneth Snelson: Mozart I
- Wendy Taylor: Jester (1994)
- David Wynne: Dancer with a Bird, Girl on a Horse, Grizzly Bear, The Dancers en Girl with a Dolphin